# Sávoly Pál

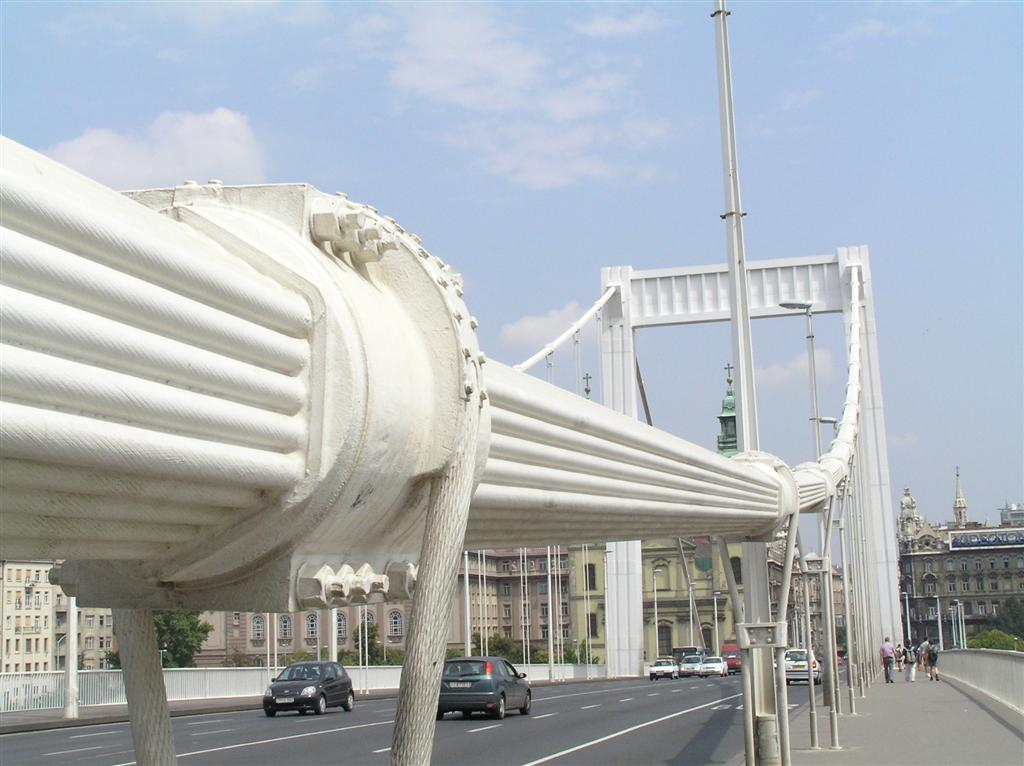
A budapesti Erzsébet híd felfüggesztése

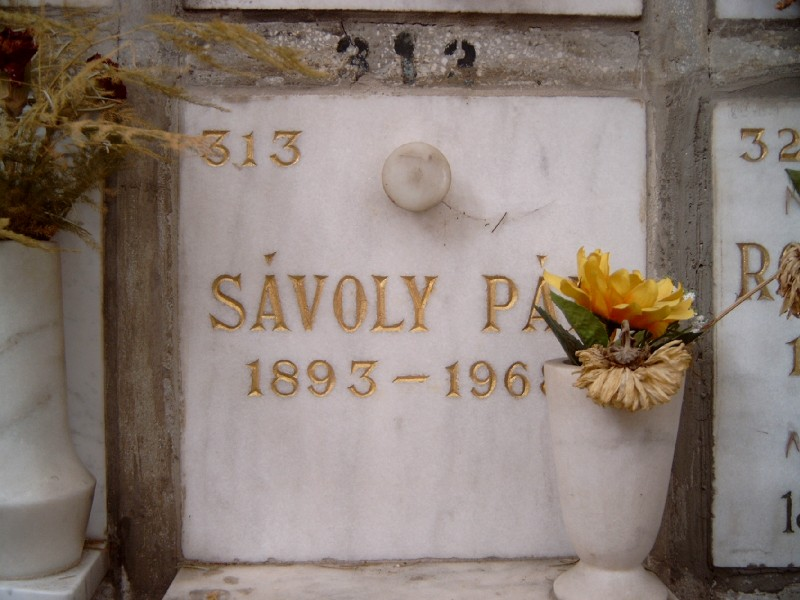
Sávoly Pál sírja Budapesten, Farkasréti temető: Torony – 313. fülke

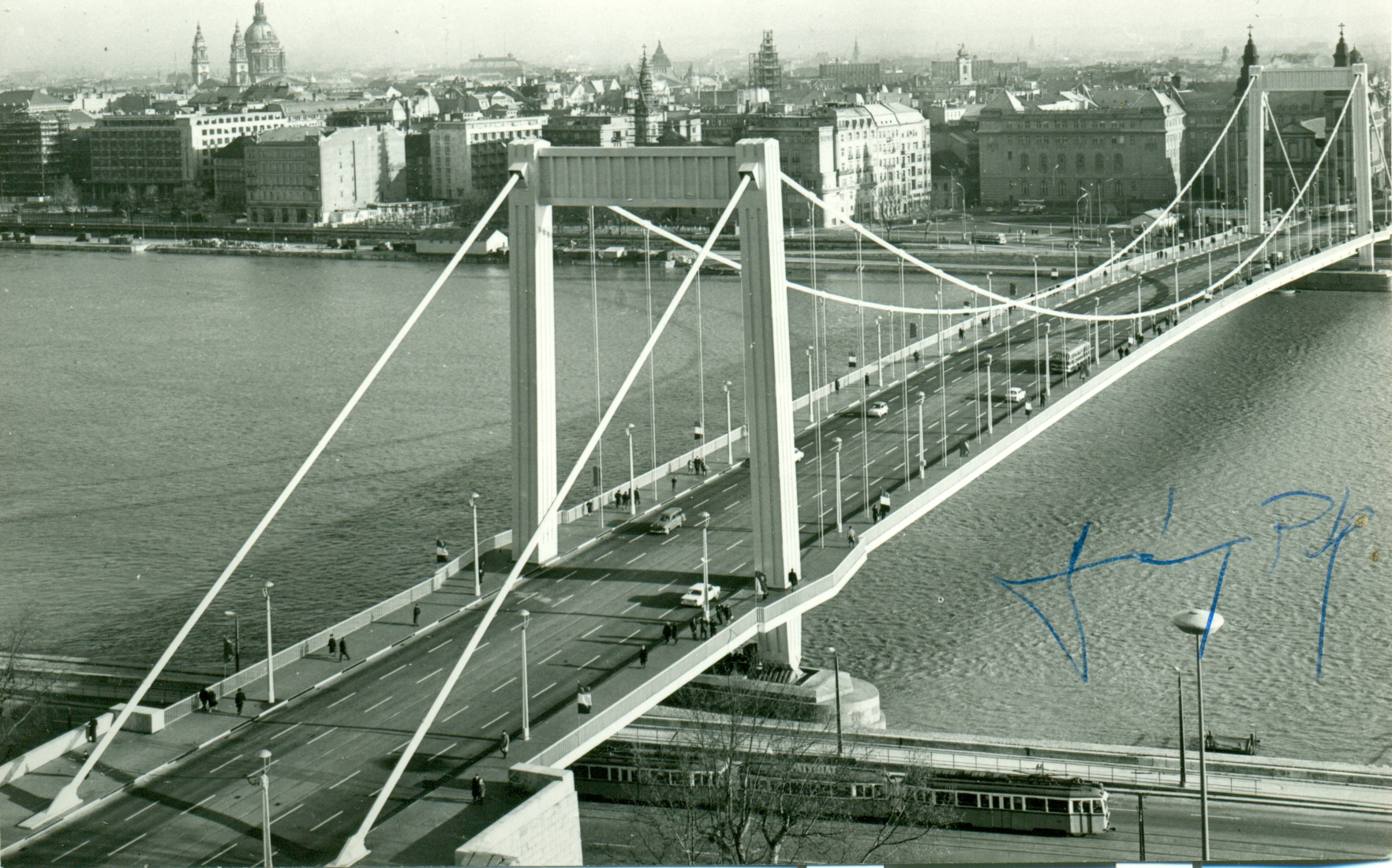
Sávoly Pál aláírásával A budapesti Erzsébet híd képe

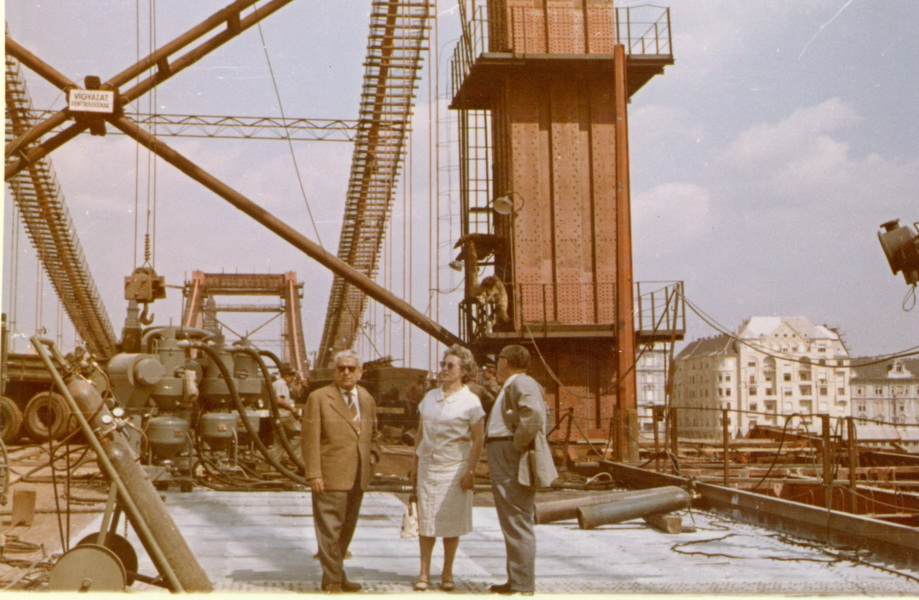
Az Erzsébet híd építése

Sávoly Pál, született Spiegel Pál (Budapest, 1893. január 30. – Budapest, 1968. december 20.) Kossuth-díjas (1955) mérnök, statikus.
állami díjas (1965).

## Élete
Sávoly (Spiegel) Sámuel (1854–1942) kereskedő, cégvezető és Schön (Sebők) Malvina (1867–1913) fiaként született 1893-ban. Apai nagyszülei Spiegel Gáspár és Lengyel Adél voltak. 1911-ben a zuglói Szent István Gimnáziumban érettségizett. Az első világháborúban tűzharcosként szolgált a 30. honvéd gyalogezrednél.
1920. június 12-én Budapesten, a Terézvárosban feleségül vette Balla Erzsébet pesti festőművésznőt, Balla Jakab (Károly) és Wellner Matild leányát. A budapesti József Műegyetemen szerezte diplomáját. 1920-ban egy holland tervezőirodánál helyezkedett el, itt csakhamar önálló tervezőként működött tovább. Részt vett az amszterdami központi pályaudvar tervezésében is.
1925-ben tért vissza Magyarországra, és megnyitotta mérnöki irodáját. 1929-ben tanácsadó volt a budapesti autóbuszgarázs építésénél, 1930-ban részt vett a bánhidai ún. Talbot-villamosmű építésében, 1932-ben pedig vezette a Kossalka-cég tervezőcsoportját. Miután állami tervezővállalatok létesültek, 1948-tól a Mélyépítési Tervező Vállalatnál volt a hídosztály vezetője, majd haláláig a jogutód UVATERV-nél volt szakági főmérnök.

## Munkássága
A vezetésével épült hidak közül említendők a Naft-folyó kábelhídja, az India részére tervezett híd, 52 sziámi híd és a tiencsini Hao-Ho folyamot áthidaló nyitható híd. Ugyanakkor több nemzetközi hídpályázaton szerepelt sikerrel (Casablanca, Mechra, Abbei stb.) Részt vett az óbudai Duna-híd (Árpád híd) tervezésében. Ő tervezte a Boráros téri Petőfi híd hídfőit, alul- és felüljáróit, továbbá az angyalföldi szennyvízátemelőt.
A második világháború után közreműködött számos híd újjáépítésében. A budapesti Ferenc József-híd (Szabadság híd), a nevét viselő Szob és Helemba közti Ipoly-híd, majd a Széchenyi lánchíd helyreállítási munkáinak volt a tervezője. Tervezte az 1958-ban átadott heluáni (Egyiptom) 800 m hosszú közúti és vasúti Nílus-hidat. Legjelentősebb alkotása az új budapesti Erzsébet híd tervezése és építése. 1965-ben Állami Díj I. fokozat elismerésben részesült az Erzsébet híd megtervezéséért, Magyarország első kábelhídjának gazdaságos és korszerű megoldásáért.